# Frères Séeberger
Les frères Séeberger représentent une lignée de cinq photographes français dont l'activité s'étend sur une grande partie du XXe siècle.
Cette lignée est composée de deux générations successives : les frères Jules (1872-1932), Louis (1874-1946) et Henri (1876-1956) qui constituent la première génération puis les deux fils de Louis constitueront une seconde génération : Jean (1910-1979) et Albert (1914-1999), uniques descendants de la famille.

## Première génération
Nés d'un père bavarois installé en France en 1870 et d'une mère lyonnaise, Jules, Louis et Henri Séeberger suivent tous les trois, à Paris, des études secondaires au Lycée Rollin, puis les cours de dessin de l'école d'art municipale Bernard Palissy avant de travailler comme dessinateurs sur étoffes. 
En 1891, Jules s’essaie à la photographie et réalise en 1898 sa première image connue (« Le porteur d'eau de Montmartre »). Il concourt ensuite dans diverses compétitions amateur auxquelles Henry et Louis participent également. Jules poursuit parallèlement ses recherches sur les encres à l'huile obtenues grâce aux procédés Rawlins, domaine dans lequel il passe maître. Il expose ses travaux entre autres au Salon du Photo-club de Paris en 1908 et 1909. Primées plusieurs fois au concours annuel de la Ville de Paris, les images des trois frères, signées de leurs initiales (J.H.L.S.), sont exposées puis publiées dans diverses revues et intéressent des éditeurs de cartes postales, les frères Kunzli et Léopold Verger.
De la ville de Paris qui fut leur premier sujet (les jardins de Montmartre, la Bièvre, les hôtels particuliers du Marais), ils étendent leurs travaux à l'ensemble de la France, villes et campagnes. Épaulés par leur mère (Louise), leur sœur aînée (Félicie) et l'épouse de Louis (Anna), les trois frères Séeberger s'attachent à photographier leur pays et leurs contemporains, tant au travail que durant leurs loisirs. La famille modeste est unie autour de la photographie : une entreprise familiale est fondée en 1909 sous le nom de « Séeberger frères » et installe son atelier 33 rue de Chabrol (Paris 10e).
Les Séeberger se lancent pour la première fois dans la photographie de mode à partir de 1909, date à laquelle ils répondent à une commande de Madame Caroline de Broutelle pour La Mode pratique. Dès lors, les créations de la haute couture française (Chanel, Paul Poiret, Jeanne Lanvin, Elsa Schiaparelli, Jean Patou, Robert Piguet, Madeleine Vionnet, Lucien Lelong, Paquin) sont photographiées par les Séeberger, qui découvrent au fur et à mesure de leur production cette micro-société du luxe et de l'élégance.
Concomitamment à cette activité qui fait leur renommée, ils poursuivent la production de reportages en tous genres, ensemble ou séparément. Durant la première guerre mondiale, Jules continue seul, Henri et Louis étant mobilisés. Ils sont ensuite contactés en 1923 par l'International Kinema Research, qui leur commandera jusqu'en 1931 des photographies documentaires sur Paris pour les décorateurs américains qui cherchent à recréer en studio le cadre de la vie parisienne.
À partir de 1925, Jules se retire progressivement de l'atelier pour se consacrer à la peinture. Louis et Henri continuent de fournir à la presse des photographies de mode et d’événements mondains jusqu’à la Seconde Guerre mondiale. Ils parcourent les hippodromes des grands prix de Paris, les villégiatures à la mode (Deauville, Biarritz, Cannes, Saint-Moritz) et les grandes chasses de la haute société.

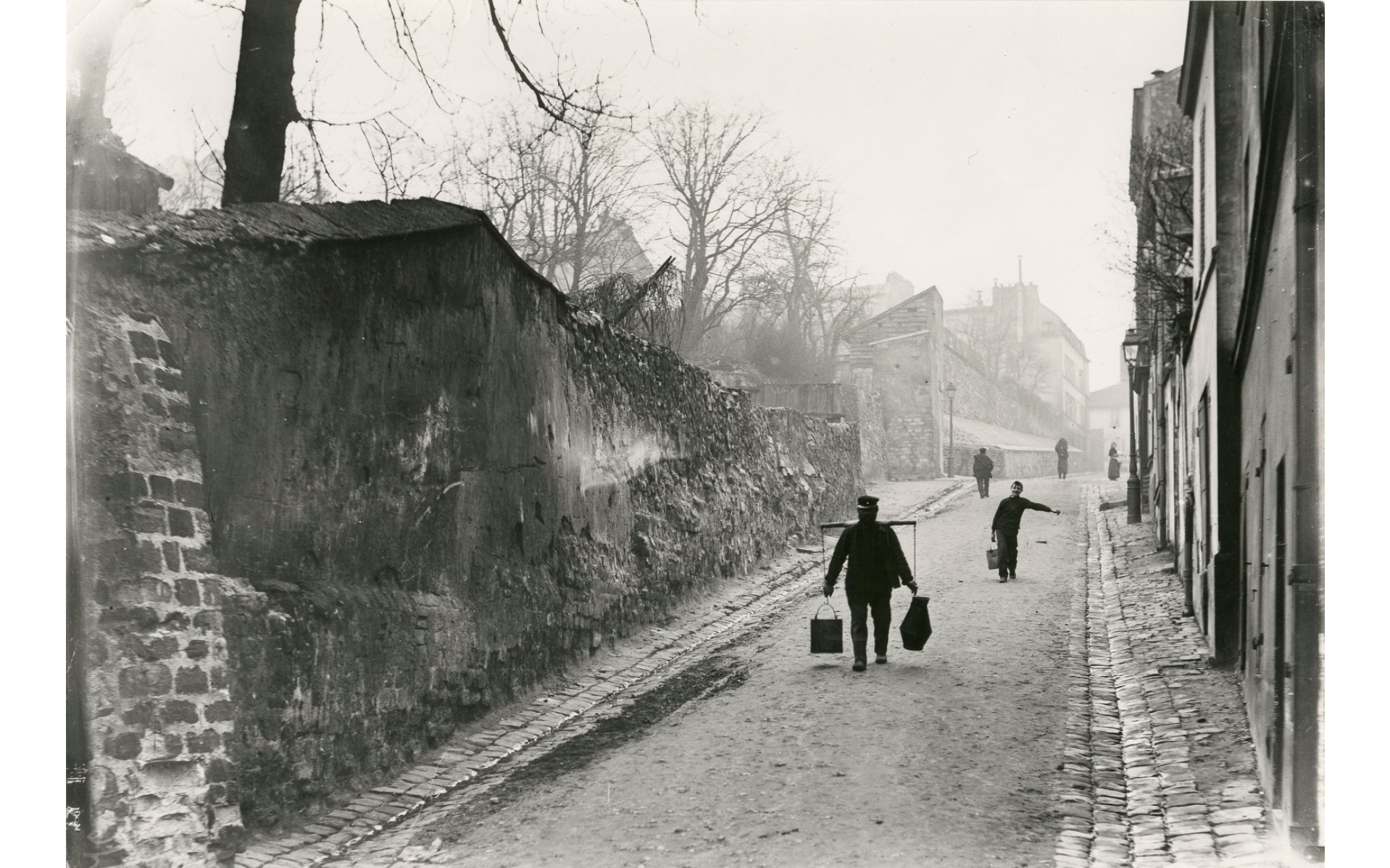
Jules Séeberger, Le porteur d'eau de Montmartre, Paris, 1898
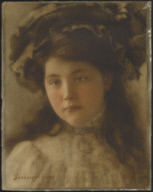
Séeberger frères, Portrait de jeune fille, c. 1909, technique mixte dit « à l'encre grasse ».
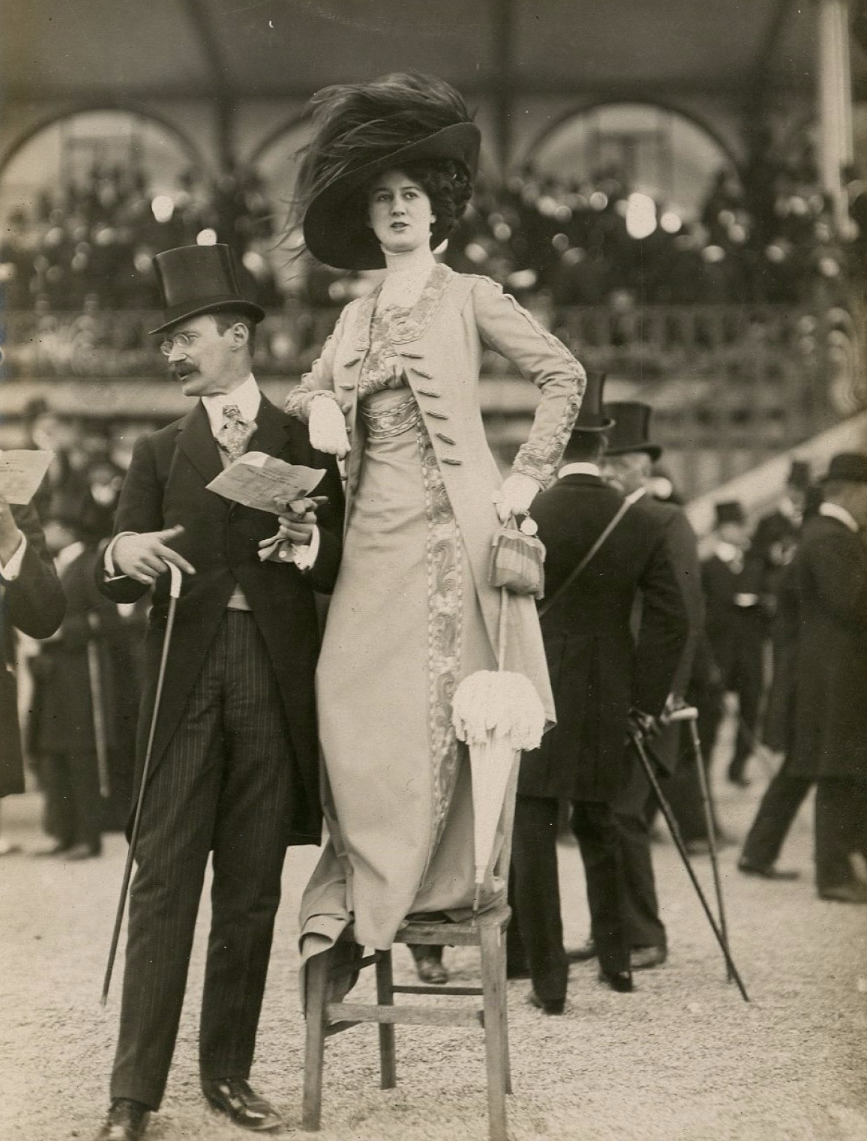
Séeberger frères, Élégants aux courses, entre 1909 et 1939.

## Seconde génération
À la fin des années 1930, l'entreprise étant familiale, Jean et Albert Séeberger intègrent naturellement l'atelier en tant qu'apprentis. Parallèlement, leur formation auprès de leurs aînés est complétée par des cours théoriques dispensés par le Conservatoire National des Arts et Métiers de Paris.
Le décès de Jules en 1932 leur confère de plus amples responsabilités : ils deviennent autonomes aux alentours de 1935, Louis et Henri leur confient alors de plus en plus de reportages (notamment pour la revue Adam, dirigée par Edmond Dubois) tout en continuant à leur transmettre le savoir-faire qui caractérise l'entreprise. La déclaration de guerre marque le retrait définitif de l'activité familiale de Louis, puis de Henri, et la mobilisation de Jean et Albert.
Démobilisés en 1940, Jean et Albert reprennent l'atelier familial ensemble et en conservent le nom de « frères Séeberger ». Ils le feront vivre jusqu'à sa fermeture en 1977, assistés de l'épouse de Jean, Suzanne, au secrétariat, puis successivement de l'épouse d'Albert, Cécile, à la retouche, du fils de Jean, Daniel, l'assistant, ainsi que de collaborateurs divers.
À partir de 1941, dans un contexte historique difficile, les deux frères tentent de maintenir une activité économique constante grâce aux commandes venues du monde du spectacle par l'Opéra de Paris, l'Opéra-Comique, le Théâtre de Chaillot, de la presse avec divers reportages sur la vie des Français sous l'Occupation ainsi que des portraits d'artistes. De plus, ils retournent sur les champs de course pour photographier les élégantes, dont les modes révèlent les restrictions de l'époque : ils réintègrent ainsi le monde de la mode, qu'ils côtoyaient déjà avec la première génération.
En 1944, Jean photographie les journées d’août et la Libération de Paris, tandis qu'Albert immortalise l'arrivée des Américains en Seine-et-Marne. C'est la seule fois de leur carrière où les frères travaillent séparément. Ils ont néanmoins continué à signer leurs reportages sous le crédit 'Séeberger Frères', souhaitant mettre en valeur leur collaboration constante dans toutes les tâches de l'activité de l'atelier, sans aucun désir d'individualiser leurs images respectives.
À l'issue du conflit, le regain de créativité du monde de la mode relance l'atelier des frères Séeberger: dès lors, ils font de la photographie de mode leur spécialité et leur activité principale. Ils installent un studio de prise de vue en intérieur et en lumière artificielle adapté à leur pratique. L'atelier quitte la rue de Chabrol et s'installe au 112 boulevard Malesherbes (Paris 17e).
Ils travaillent pour diverses revues (Noir et Blanc, Femme Chic, L'Officiel de la couture et de la mode, Adam, La revue de l'homme, La Donna, Le jardin des modes, Harper's Bazaar) pour lesquelles ils documentent la totalité du spectre des modes (vêtements, accessoires, bijoux, coiffure, maquillage, parfumerie), de la haute couture au prêt-à-porter. Leurs photographies révèlent fidèlement l'esthétique et l'art de vivre des Trente Glorieuses. Ne recherchant pas l'avant-garde, ils sont avant tout des artisans de la belle photographie de mode à la française, au service des créateurs. C'est grâce à cette conception et philosophie de leur métier qu'ils intègrent tous deux le Groupe des XV, aux côtés notamment de Philippe Pottier, Pierre Jahan, René-Jacques, Lucien Lorelle.
L’œil curieux, ils photographient la France en pleine reconstruction et font de ces lieux nouveaux (aérogares, grands ensembles, autoroutes, Parc des Princes, etc.) des décors de prise de vue d'abord en extérieur, puis en intérieur par le biais du procédé Transflex.
En complément de cette spécialité, forts de la solide réputation de la qualité de leur travail, ils entretiennent leurs relations professionnelles ; le milieu de la chasse leur permet d'étendre leurs activités aux domaines de l'industrie et de la publicité. En effet, l'avènement d'une nouvelle esthétique dans le domaine de la photographie de mode au cours des années 1970 amoindrit les commandes qu'ils reçoivent des revues. Les deux frères développent davantage leur pratique de la photographie publicitaire et industrielle (Thermor, Prestinox, Canon, Télémécanique, Rodier, Coca-Cola, fonderies de Commercy, catalogues de vente divers).
Lors des déplacements hors Paris, Jean assure les reportages à l'extérieur tandis qu'Albert, resté à Paris, veille à la bonne marche des travaux de laboratoire (cadrage, retouche, tirage, finition et livraison) et réalise certaines prises de vue en studio. À la fois technicien et pédagogue, Albert devient professeur d'optique à l'École de photographie de Vaugirard au début des années 1960, où il marque ses élèves par la « passion absolue de son métier, qu'il savait communiquer avec le sens de la vie et de la droiture ».
Sans repreneur, le studio Séeberger ferme en 1977. Jean meurt en 1979, tandis qu'Albert est sollicité par la Bibliothèque historique de la ville de Paris pour réaliser les tirages des plaques de verre négatives de Charles Marville. Albert meurt à son tour en 1999. Les deux frères sont morts l'un comme l'autre en ayant perdu la vue.
Durant les cinquante années qu'a duré leur collaboration, Jean et Albert ont été absolument indéfectibles et complémentaires, partageant le même regard, les mêmes valeurs, la même esthétique. Ayant tous deux reconnaissance et admiration pour leurs aînés, ils éprouvent également l'un pour l'autre un respect complice. Après le décès de son frère, Albert écrit ainsi : « Je ne dirai jamais assez combien j'ai d'admiration pour celui avec qui j'ai travaillé pendant près d'un demi-siècle ».

## Principales expositions
- 1976 : Paris, la rue, Bibliothèque historique de la ville de Paris
- 1979-1980 : Les Parisiens au fil des jours (1900-1960). Photographies Séeberger frères, Bibliothèque historique de la Ville de Paris
- 1980 : Paris 1950 photographié par le Groupe des XV, Hôtel Lamoignon, Bibliothèque historique de la Ville de Paris
- 1982 : Exposition de photographies des frères Séeberger, MJC, Ribérac
- 1992 : Les Séeberger - L'aventure de trois frères photographes au début du siècle, Centre photographique d'Île-de-France, Pontault-Combault
- 1994 : L'Occupation et la Libération de Paris par Jean Séeberger photographe, Centre culturel et bibliothèque municipale de Ribérac-en-Périgord
- 1995 : 1910, Paris inondé, Direction du Patrimoine, Paris
- 1995 : Le Paris d'Hollywood, sur un air de réalité, Caisse nationale des monuments historiques et des sites, Paris
- 1999 : Les frères Séeberger - Une lignée de photographes, Château des Bouillants, Dammarie-les-Lys
- 2002 :  Séeberger, des photographes dans le siècle, Ancienne synagogue de la Ferté-sous-Jouare
- 2006 : Les Séeberger - Photographes de l'élégance 1909-1939, Bibliothèque nationale de France, Galerie de la Photographie, 58 rue de Richelieu, Paris
- 2007 : Collections années 50. Photographies Séeberger frères et Georges Dambier, Collégiale Notre-Dame, Ribérac-en-Périgord
- 2010 : Le Deauville des Séeberger, Festival Planche(s) contact, Deauville
- 2021 : Couper le son et arrêter le mouvement, une exposition de la Médiathèque de l'architecture et du patrimoine, avec des photographies de John Batho, Marcel Bovis, François Kollar, Jacques-Henri Lartigue, François Le Diascorn, Dolorès Marat, Émile Muller, Jean Pottier, Bruno Réquillart, Willy Ronis, Frères Séeberger, Le Quadrilatère, Centre d'art de Beauvais, dans le cadre des 18e Photaumnales

## Collections publiques
| Institutions françaises                                                         | Génération          | Sujet(s) |
| ------------------------------------------------------------------------------- | ------------------- | --- |
| Bibliothèque nationale de France Département des Estampes et de la Photographie | première et seconde | - Photographies de mode et publicitaires - Archives de l'entreprise                                                        |
| Centre des monuments nationaux Département des ressources documentaires         | première et seconde | - Photothèque (vues de France et de Paris) - Reportages divers - Photographies de spectacles et portraits de personnalités |
| Château-musée de Gien : Chasse, histoire et nature en Val de Loire              | première et seconde | - Reportages sur la chasse à courre et les grandes chasses                                                                 |
| Médiathèque du patrimoine                                                       | première            | - Vues de France pour cartes postales                                                                                      |
| ECPAD                                                                           | première et seconde | - Photographies de la vie militaire                                                                                        |
| Bibliothèque nationales de France Bibliothèque-musée de l'Opéra                 | seconde             | - Vues de spectacles et portraits d'artistes                                                                               |
| Bibliothèque historique de la Ville de Paris                                    | première et seconde | - Images diverses relatives à Paris et à la vie des Parisiens                                                              |
| Musée Carnavalet                                                                | première et seconde | - Inondations de 1910 - Libération de Paris par Jean Séeberger                                                             |
| Centre Georges Pompidou                                                         | seconde             | - Libération de Paris par Jean Séeberger - Divers                                                                          |
| Musée français de la photographie (Bièvres)                                     | première            | - Photographies de mode aux champs de course                                                                               |
| Association Gaston Litaize                                                      | seconde             | - Portraits d'organistes                                                                                                   |
| Palais Galliera - Musée de la Mode de la Ville de Paris                         | première et seconde | - Diverses photographies de mode                                                                                           |